# Marco Valli
Marco Valli est un homme politique italien, membre du Mouvement 5 étoiles.

## Biographie
Marco Valli est élu député européen le 25 mai 2014.